# Presidenti della Provincia di Cosenza
Elenco dei presidenti dell'amministrazione provinciale di Cosenza.

## Regno d'Italia (1861-1946)

### Presidenti del Consiglio provinciale (1861-1927)
- Giovanni Del Vecchio (1862-1864)
- Pietro De Roberto (1865-1866)
- Giacinto De Carolis (1866-1867)
- Vincenzo Sprovieri (1867-1871)
- Antonio Zupi (1871-1876)
- Vincenzo Sprovieri (1876-1877)
- Angelo Damis (1877-1879)
- Vincenzo Sprovieri (1879-1881)
- Luigi Chidichimo (1881-1882)
- Vincenzo Sprovieri (1882-1885)
- Domenico Tamburi (1885-1886)
- Francesco Vetere (1886-1890)
- Nicola Catanzaro (1890-1895)
- Francesco Mele (1895-1902)
- Commissariamento (1902-1904)
- Francesco Mele (1905-1914)
- Luigi Salerni (1914-?)

### Presidenti della Deputazione provinciale (1889-1927)
| Nº | Nº | Ritratto | Nome                      | Mandato | Mandato | Partito |
| Nº | Nº | Ritratto | Nome                      | Inizio  | Fine    | Partito |
| -- | -- | -------- | ------------------------- | ------- | ------- | ------- |
| 1  |    |          | Bonifacio Strigliani      | 1889    | 1891    | ?       |
| 2  |    |          | Domenico Cardamone        | 1891    | 1895    | ?       |
| 3  |    |          | Ippolito Mirabello        | 1896    | 1902    | ?       |
| –  |    |          | (Commissario prefettizio) | 1902    | 1904    | ?       |
| 4  |    |          | Vincenzo Accattatis       | 1904    | 1909    | ?       |
| 5  |    |          | Pietro Pizzini            | 1909    | 1914    | ?       |
| 6  |    |          | Ignazio Pisani            | 1914    | ?       | ?       |

## Italia repubblicana (dal 1946)

### Presidenti della Provincia (dal 1951)

#### Eletti dal Consiglio provinciale (1951-1995)
| Nº | Nº | Ritratto | Nome             | Mandato        | Mandato          | Partito                            |
| Nº | Nº | Ritratto | Nome             | Inizio         | Fine             | Partito                            |
| -- | -- | -------- | ---------------- | -------------- | ---------------- | ---------------------------------- |
|    |    |          | ?                | ?              | ?                | ?                                  |
|    |    |          | Eugenio Madeo    | 26 agosto 1985 | 7 agosto 1990    | Partito Comunista Italiano         |
|    |    |          | Domenico Tursi   | 7 agosto 1990  | 30 dicembre 1991 | Partito Comunista Italiano         |
|    |    |          | Salvatore Magarò | 6 marzo 1992   | 5 maggio 1994    | Partito Socialista Italiano        |
|    |    |          | Antonio Acri     | 31 maggio 1994 | 8 maggio 1995    | Partito Democratico della Sinistra |

#### Eletti direttamente dai cittadini (1995-2014)
| Nº             | Ritratto        | Ritratto | Nome           | Mandato        | Mandato        | Partito                                                    | Elezione |
| Nº             | Ritratto        | Ritratto | Nome           | Inizio         | Fine           | Partito                                                    | Elezione |
| -------------- | --------------- | -------- | -------------- | -------------- | -------------- | ---------------------------------------------------------- | -------- |
|                |                 |          | Antonio Acri   | 8 maggio 1995  | 14 giugno 1999 | Partito Democratico della Sinistra Democratici di Sinistra | 1995     |
| 14 giugno 1999 | 14 giugno 2004  | 1999     | Antonio Acri   |                |                | Partito Democratico della Sinistra Democratici di Sinistra |          |
|                |                 |          | Mario Oliverio | 14 giugno 2004 | 23 giugno 2009 | Democratici di Sinistra Partito Democratico                | 2004     |
| 23 giugno 2009 | 12 ottobre 2014 | 2009     | Mario Oliverio |                |                | Democratici di Sinistra Partito Democratico                |          |

#### Eletti dai sindaci e consiglieri della provincia (dal 2014)
| Nº              | Ritratto         | Ritratto | Nome                                              | Mandato                                             | Mandato          | Partito             | Elezione     |
| Nº              | Ritratto         | Ritratto | Nome                                              | Inizio                                              | Fine             | Partito             | Elezione     |
| --------------- | ---------------- | -------- | ------------------------------------------------- | --------------------------------------------------- | ---------------- | ------------------- | ------------ |
|                 |                  |          | Mario Occhiuto                                    | 12 ottobre 2014                                     | 11 febbraio 2016 | Forza Italia        | 2014         |
| –               |                  |          | Franco Bruno (Vicepresidente facente funzioni)    | 11 febbraio 2016                                    | 18 maggio 2016   | Fratelli d'Italia   | 2014         |
| –               |                  |          | Graziano Di Natale (Consigliere facente funzioni) | 18 maggio 2016                                      | 26 maggio 2016   | Partito Democratico | 2014         |
| –               |                  |          | Franco Bruno (Vicepresidente facente funzioni)    | 26 maggio 2016                                      | 8 luglio 2016    | Fratelli d'Italia   | 2014         |
| –               |                  |          | Graziano Di Natale (Consigliere facente funzioni) | 8 luglio 2016                                       | 29 gennaio 2017  | Partito Democratico | 2014         |
|                 |                  |          | Francesco Antonio Iacucci                         | 29 gennaio 2017                                     | 7 febbraio 2021  | Partito Democratico | 2017         |
| 7 febbraio 2021 | 21 dicembre 2021 | 2021     | Francesco Antonio Iacucci                         |                                                     |                  | Partito Democratico |              |
| –               |                  | 2021     |                                                   | Ferdinando Nociti (Vicepresidente facente funzioni) | 21 dicembre 2021 | 20 marzo 2022       | Lista civica |
|                 |                  |          | Rosaria Succurro                                  | 20 marzo 2022                                       | in carica        | Forza Italia        | 2022         |